# Kaarlo Kustaa Paasia
Kaarlo Kustaa Paasia, né le 28 août 1883 à Sääksmäki et mort le 19 décembre 1961 à Naantali, est un gymnaste finlandais.
Membre de l'équipe olympique de Finlande lors des Jeux olympiques d'été de 1908, il a remporté la médaille de bronze de la compétition par équipe.